# NGC 6411
NGC 6411 је елиптична галаксија у сазвежђу Змај која се налази на NGC листи објеката дубоког неба.
Деклинација објекта је + 60° 48' 47" а ректасцензија 17h 35m 32,6s. Привидна величина (магнитуда) објекта NGC 6411 износи 11,8 а фотографска магнитуда 12,8. Налази се на удаљености од 37,911 милиона парсека од Сунца. NGC 6411 је још познат и под ознакама UGC 10916, MCG 10-25-68, CGCG 300-52, PGC 60536.